# Pázmánd
Pázmánd község Fejér vármegyében, a Gárdonyi járásban.

## Fekvése
Fejér vármegye közepén, a Velencei-hegység keleti nyúlványai alatt, az M7-es autópálya közelében fekvő település.
Kápolnásnyék 7 km, Nadap 6 km, Pákozd 14 km, Baracska 10 km, Csákvár 23 km, Martonvásár 13 km távolságra található.
Településrésze, Szőlőhegy Pázmánd centrumától 3 kilométerre fekszik, déli irányban. 2011-es adatok szerint Szőlőhegy lakónépessége 10, a lakások száma 4, a nem lakott üdülők száma 288. 2005 óta minden év pünkösd hétfőjén megrendezik a Hegyünnepet Szőlőhegyen.

### Megközelítése
Közigazgatási területén áthalad az M7-es autópálya, sőt csomóponttal is rendelkezik, ezáltal a település könnyen elérhető az ország tulajdonképpen bármelyik része felől. Lakott területén a 8117-es út húzódik végig, ez kapcsolja össze közvetlen szomszédaival: dél felől Kápolnásnyékkel, észak-északnyugati irányban pedig Verebbel és Lovasberénnyel.
Délkeleti határszélét a Budapest-Székesfehérvár vasútvonal nyomvonala jelöli ki, de a vasútnak nincs megállója Pázmándon, a legközelebbi vasúti csatlakozási lehetőség Velence megállóhely.

## Története

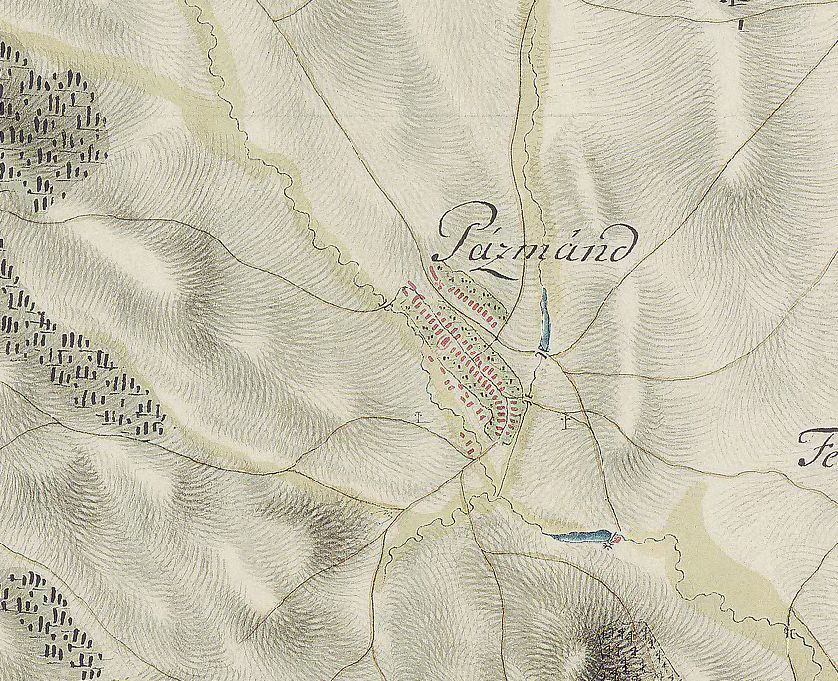
Pázmánd az 1780–1784 között készített jozefiniánus topográfiai térképen

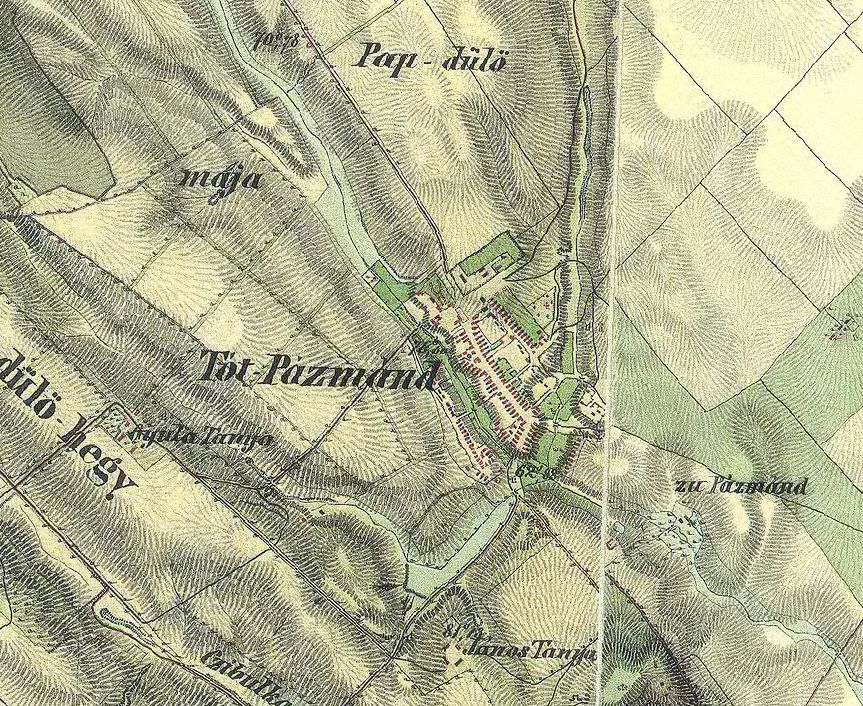
Pázmánd az 1806–1869 között készített franciskánus topográfiai térképen

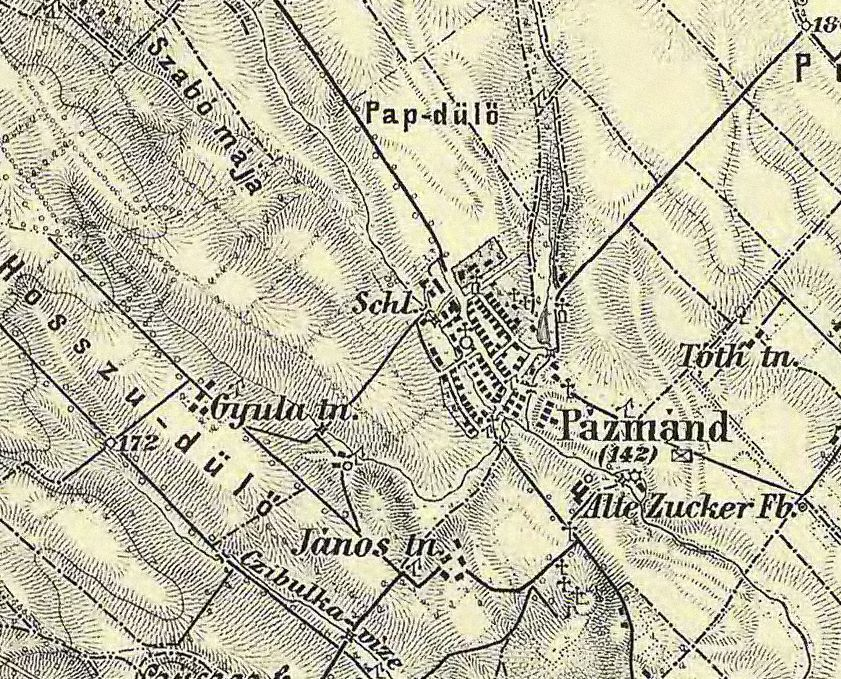
Pázmánd az 1872–1884 között készített ferencjózsefi topográfiai térképen

Pázmánd és környéke már ősidők óta lakott helynek számít, amit a területén feltárt kora vaskorból származó temető leletei, s az itt átmenő római hadi út, és római kori település nyomai is bizonyítanak.
A falut és környékét még I. István király adta Hontnak és Pázmánynak, az államalapítás idején, akiknek e környék lett nyári szálláshelye, s a későbbiekben itt alakult ki a mai falu is. Hont és Pázmány, a későbbi Hontpázmány nemzetség megalapítója, s róluk vette nevét a település. A tatárjárás idejéből a településről írásos emlék nem maradt fenn, az 1500-as évekről azonban már fennmaradt néhány adat: a Székesfehérvárról kivonuló török csapatok útjába eső települést a törökök templomával együtt felégették, s az csak a 18. század elején népesedett újra, nagyrészt szlovák telepesekkel.
1517-ben Pázmánd a Buzlay családé és Buzlay Mózes Katalin nevű leányáé volt. 1593-ban a baracskai Pálffyak kapták adományba. 1637-ben a Pálffy családtól Jakussics György vásárolta meg, és még ez évben a komáromi jezsuitáknak adományozta, akik itt templomot és kastélyt építettek. Első templomukat a törökök elpusztították, de az a falu lakosainak segítségével újra felépült. A 18. század közepén Mária Terézia a falut Kempelen János generálisnak adományozta, akinek a falu – II. Józsefnek 1782-ben a szerzetesrendek feloszlatásáról hozott rendelete után – végleg tulajdonába került. Kempelen János halála után fiáé, Kempelen Nándoré, majd Imréé lett. 1800-as években a Lyka család vásárolta meg. 1863-ban a falu a templommal és a kastéllyal együtt leégett.

## A település jelene
A településen a 2010-es évek eleje óta működik utcabizalmi rendszer, azóta a harminchárom utcarész mindegyikének „bizalmi” embere van, akit a helyben lakók választanak meg; az érintettek feladata, hogy közvetítsék az ott élők panaszait, igényeit az önkormányzat felé, elsimítsák az utcaszintű konfliktusokat.
2013-ban a falu csatlakozott (az országban elsőként) az Amerikai Egyesült Államokban már negyven éve működő Earthship (földhajó) programhoz, melynek célja a környezettudatos gondolkodás terjesztése, többek között az autógumik újrahasznosításán keresztül. Hasonló módon, az újrahasznosítás szempontjait szem előtt tartva szervezik meg a települési lomtalanításokat is, s az azokból befolyó pénzzel az önkormányzat az iskolát, illetve a civil szervezeteket támogatja.
Pázmánd önkormányzata 2015-ben, szintén az országban elsők között vállalta, hogy csatlakozik az Üvegfalu-programhoz is, és az interneten minden, a falu a gazdálkodásával kapcsolatos információt nyilvánosságra hoz, hogy még a korrupció árnyéka se vetülhessen a vezetésre. Az eDemokrácia Műhely Egyesület közreműködésével, valamint a Norvég Civil Támogatási Alap segítségével olyan internetes portál készült, amelyen a helyhatóságok számára előírt, 250 különféle adatot érintő kötelező adatszolgáltatás mellett az adott település működését meghatározó egyéb információkat is közzé lehet tenni, ezt az internetes portált használja adatai közzétételére Pázmánd.

## Közélete

### Polgármesterei
- 1990–1994: Ifj. Kutai Tibor (független)[10]
- 1994–1998: Ifj. Kutai Tibor (független)[11]
- 1998–2002: Ifj. Kutai Tibor (független)[12]
- 2002–2006: Kutai Tibor (független)[13]
- 2006–2010: Kutai Tibor (független)[14]
- 2010–2012: Dr. Virányiné dr. Reichenbach Mónika (független)[15]
- 2013–2014: Dr. Virányiné dr. Reichenbach Mónika (független)[16]
- 2014–2019: Dr. Virányiné dr. Reichenbach Mónika (független)[17]
- 2019–2022: Dr. Virányiné dr. Reichenbach Mónika (független)[18]
- 2022–2024: Böjte Richárd (független)[19]
- 2024– : Böjte Richárd (független)[1]

A településen 2013. február 24-én időközi polgármester-választást (és képviselő-testületi választást) tartottak, az előző képviselő-testület önfeloszlatása miatt. A választáson a hivatalban lévő faluvezető is elindult, és meg is erősítette pozícióját.
Hasonló okból kellett időközi választást tartani Pázmándon 2022. december 4-én is. A hivatalban lévő faluvezető ezúttal is elindult a választáson, de alulmaradt egyetlen kihívójával szemben.

## Népesség
A település népességének változása:
| Lakosok száma | 2065 | 2136 | 2157 | 2234 | 2313 | 2242 | 2280 |
|               | 2013 | 2014 | 2015 | 2021 | 2022 | 2023 | 2024 |

A 2011-es népszámlálás során a lakosok 90,8%-a magyarnak, 0,3% cigánynak, 0,5% németnek mondta magát (9,2% nem nyilatkozott; a kettős identitások miatt a végösszeg nagyobb lehet 100%-nál). A vallási megoszlás a következő volt: római katolikus 65,3%, református 5,2%, evangélikus 0,7%, görögkatolikus 0,1%, felekezeten kívüli 7,4% (20,3% nem nyilatkozott).
2022-ben a lakosság 90,2%-a vallotta magát magyarnak, 0,7% németnek, 0,4% cigánynak, 0,2% románnak, 0,1-0,1% szerbnek, örménynek, bolgárnak és szlováknak, 4,8% egyéb, nem hazai nemzetiségűnek (9,6% nem nyilatkozott; a kettős identitások miatt a végösszeg nagyobb lehet 100%-nál). Vallásuk szerint 38,1% volt római katolikus, 6,6% református, 1% evangélikus, 0,3% görög katolikus, 0,1% izraelita, 0,7% egyéb keresztény, 1,4% egyéb katolikus, 10,9% felekezeten kívüli (40,4% nem válaszolt).

## Nevezetességei
- Katolikus templom – 1688-ban a törökök felgyújtották, de a jezsuiták újjáépítették.
- Jezsuita rendház épülete – Ma iskola működik benne.
- Nepomuki Szent János-szobor
- Jankovich kúria, a templom és a kastély után a falu harmadik legidősebb épülete.
- Tájház
- Vízimalom